# 大黒運河

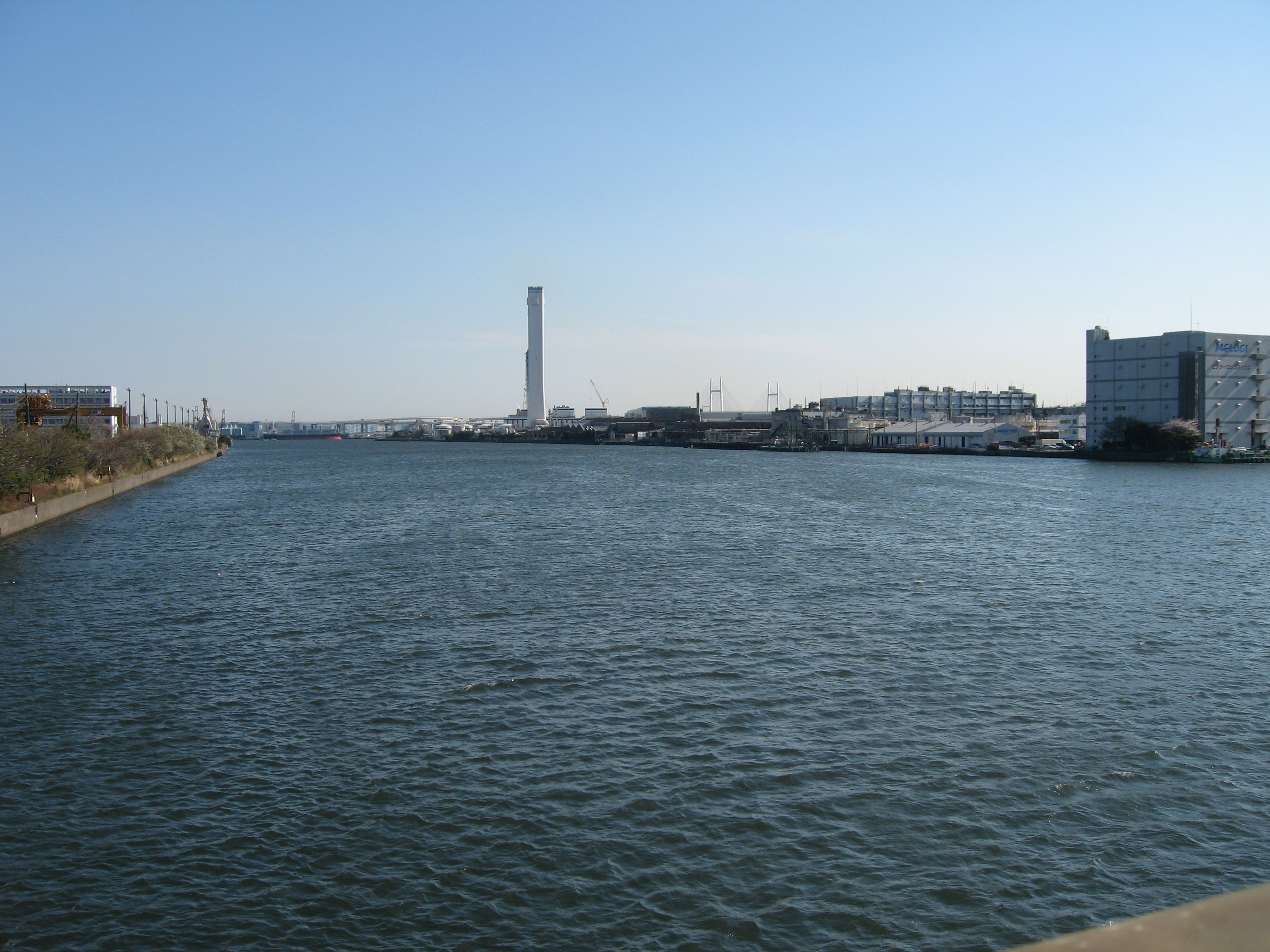
大黒運河(2007年3月30日撮影)

大黒運河（だいこくうんが）は、神奈川県横浜市鶴見区に存在する運河。京浜工業地帯である鶴見区南側の埋立地を通っている。

## 地理

### 隣接している区画・運河

#### 区画
- 生麦
- 大黒町

#### 運河・川
- 恵比須運河
- 鶴見川

恵比須運河とは大黒運河の西端で、鶴見川とは大黒運河の東端で隣接している。

## 運河データ
- 起点:大黒町北岸
- 終点:鶴見川河口先
- 長さ:1570メートル
- 幅:90メートル

## 命名由来
隣接する区画「大黒町」に由来する。ちなみに、大黒町は大黒天に由来する。